# Wolfgang Günther (Übersetzer)
Wolfgang Günther (* 29. April 1940; † 14. August 1998) war ein deutscher Übersetzer. Er übersetzte aus dem Französischen, Spanischen und Portugiesischen.

## Leben

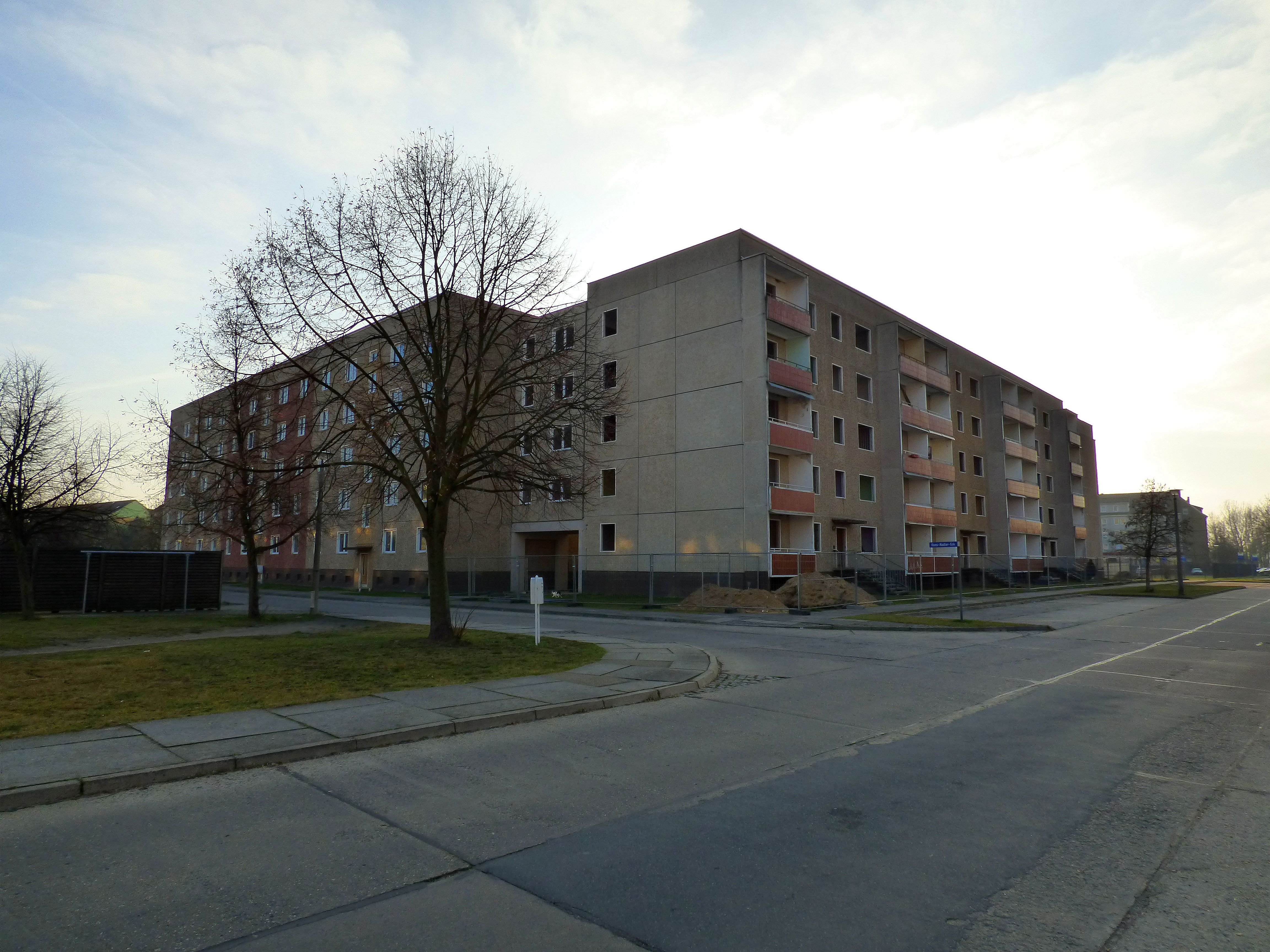
Der letzte Lebensmittelpunkt Wolfgang Günthers, das inzwischen abgerissene Hans-Nadler-Eck in Elsterwerda (2015)

Der zeitlebens an fortschreitender Muskelschwäche leidende und früh auf einen Rollstuhl angewiesene Übersetzer wuchs im südbrandenburgischen Plessa auf und lebte später in Elsterwerda.
1990 erhielt Günther (ex aequo mit Fabienne Blaise) den mit 10.000 Euro dotierten Übersetzerpreis zur Förderung der deutsch-französischen Beziehungen (seit 2005: Raymond-Aron-Preis) der DVA-Stiftung für seine Arbeit an Marcel Marnats Maurice Ravel.
1998 starb er an den Folgen einer Operation.

## Übersetzungen
- Romain Rolland: Das Leben Tolstois. Rütten & Loening, Berlin 1967
- Eugène Fromentin: Dominique. Kiepenheuer, Weimar 1971
- Émile Zola: Das Geld. Rütten & Loening, Berlin 1976
- Victor Hugo: Die Elenden. Volk und Welt, Berlin 1983 (Überarbeitung der Übersetzung von Paul Wiegler)
- Honoré de Balzac: Honorine. Szenen aus dem Privatleben. Aufbau-Verlag, Berlin und Weimar 1988
- Roland Dorgelès: Die hölzernen Kreuze. Kiepenheuer, Leipzig 1988 (Überarbeitung der Übersetzung von Tony Kellen und Erhard Wittek)